# Puebla de la Parrilla

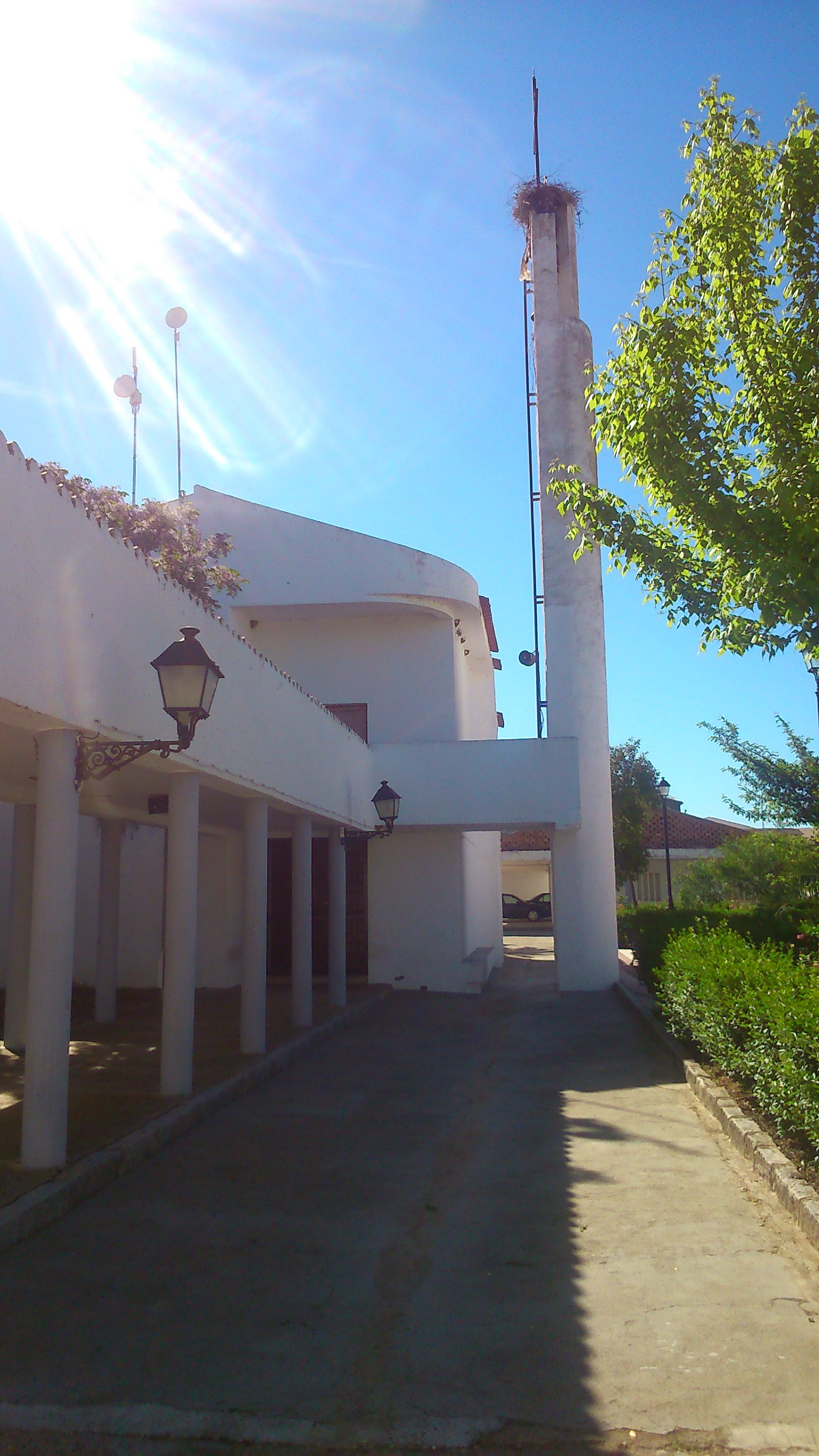

Puebla de la Parrilla es un emplazamiento que se halla en las inmediaciones del término municipal de Hornachuelos, pegado al río Guadalquivir. A él se puede llegar a través de la CO-9001 que está unida a la A-431. Se trata de una pequeña población que contiene 27 núcleos familiares, que se realizó en la época franquista para albergar a los diferentes colonos. En 1978, gracias a Franco se dispusieron las distintas instalaciones en funcionamiento para que el poblado fuera habitable.

## Historia
En esa época había que caminar mucho para llegar al pueblo, por lo que se hacían diferentes núcleos. Se creó para contener a 30 familias de colonos, que eran naturales de Fuente Palmera y Palma del Río. En 1978, ya se dispusieron todas las instalaciones en funcionamiento para que el poblado tuviera las condiciones necesarias para ser perfectamente habitable. Fue el último emplazamiento arquitectónico realizado por el INC en la provincia de Córdoba. Hoy en día, vemos que el emplazamiento contiene 27 núcleos familiares teniendo cada una parcelas de 600 m², y tenía que estar la vivienda al lado de la suya correspondiente para tener fácil acceso a la misma.
Al principio, los colonos se dedicaban a los cultivos de algodón y remolacha, pero actualmente se centran en el cultivo de cítricos de regadío. Además, Puebla de la Parrilla ha sufrido modificaciones por parte de los habitantes, tanto en sus viviendas como en los edificios públicos y comunes, perdiendo así la homogeneidad y los objetivos del arquitecto. El propio José Antonio Gómez-Luengo expreso esto de la siguiente manera: “Todo lo que yo hice ha desaparecido, pues los propios habitantes han hecho modificaciones en sus viviendas, y eso ha hecho que mi proyecto original haya casi desaparecido”.
Todos estos cambios han conllevado a la pérdida de los elementos compositivos y/o decorativos propuestos por el arquitecto. La última intervención restauradora que se llevó a cabo fue en 2003, cuya labor fue cambiar la cubierta de la iglesia que estaba deteriorada debido a las grandes humedades que sufría.

## Arquitecto
El arquitecto encargado de realizar dicho emplazamiento fue José Antonio Gómez-Luengo. Nació en Toledo en 1940, y tras acabar la carrera de arquitectura se marchó a Córdoba para trabajar en lo relacionado con la Arquitectura de Colonización. Después estuvo un tiempo de profesor liberal. Tomó referencias de las obras de dos importantes arquitectos: José Luis Fernández Del amo y Antonio Fernández Alba. Además, pretendió o intentó suprimir los muros de cerramiento para crear calles peatonales (poco conformadas) basándose en la arquitectura tradicional árabe. También, juega con el volumen y la inclinación de las cubiertas. Suele colocar pórticos en los edificios proletarios.
Formó parte del organismo autónomo encargado de realizar esta arquitectura de colonización, cuya misión era expropiar fincas mal apropiadas. Era una organización social que quitaba fincas a las personas más ricas para dárselas a los más necesitados, es decir, a los colonos. Se convirtió en un organismo con pujanza, ya que contrataban arquitectos con prestigio. Estos arquitectos (incluido el propio José Antonio) propiciaban un arte más moderno, unos edificios con una arquitectura avanzada que intentaba dar respuesta a tradiciones nacionales. Dicho organismo dependía del Ministerio de Cultura al principio. 
Se proporcionaban a los pueblos los caracteres propios de su región, y a fueran materiales, técnica, etc. En Andalucía, utilizaron el ladrillo y la mampostería (más barato), pizarra y cubiertas planas, sistemas de muros de carga de hormigón armado y demás.

## Proyecto
La planta que refleja el emplazamiento no es la que se pensaba hacer en un principio. Como se ha podido comprobar, no se llevó a cabo. El primero no llegó a aprobarse, y se trataba de un proyecto en forma de espiga que contendría los edificios importantes al final del emplazamiento. Este trazado está fechado en octubre de 1968, y se organiza mediante una calle central y ancha a la cual rodean las distintas manzanas de viviendas. Tanto la iglesia como el ayuntamiento cierran dicha calle y el pueblo,  al mismo tiempo que las construcciones de tipo administrativo o servicios públicos se encuentran en la parte oriental del emplazamiento.

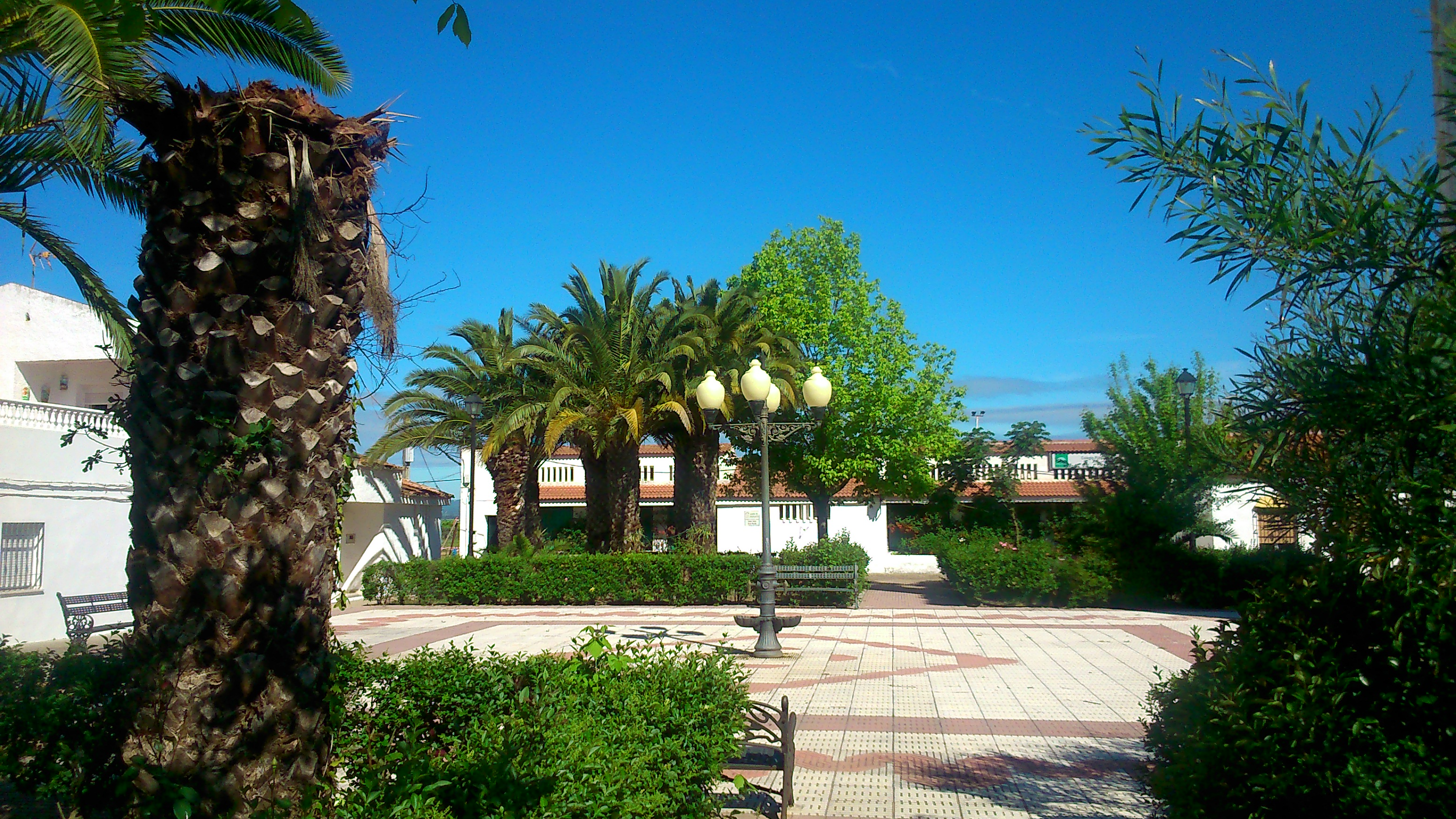

Tras darle vueltas, se aprobó la segunda propuesta de José Antonio Gómez-Luengo en 1969, cumpliendo en la misma las exigencias que se le pedían en el proyecto:
- Treinta viviendas para colonos.
- Cuatro hogares para obreros.
- Capilla e iglesia.
- Dos escuelas y residencias para los maestros.
- Un comercio.
- Un edificio administrativo.
- Una Hermandad Sindical.

Hay que destacar la especial influencia que toma el arquitecto de Antonio Fernández Alba y su pueblo de El Priorato, de cuya dirección se encargó José Antonio Gómez-Luengo. Los espacios, la separación de ambientes o la decoración de ventanas son una clara influencia que se toma de El Priorato. El centro de toda la población lo componen tanto el centro cívico como la plaza mayor, pero también, en él se hallan las construcciones más emblemáticas de Puebla de la Parrilla, menos la Hermandad Sindical. 
Los hogares se organizan en tres manzanas de forma aleatoria e irregular, permitiendo que se desarrollen calles angostas y asfixiantes. Se refleja la concepción hermética que el arquitecto le quiere proporcionar al pueblo con su estrechez y suprimido de perspectivas amplias, sobre pasando la solución tradicional. Las únicas calles más ensanchadas se deben a la necesaria travesía de tractores.

### Las calles y la Plaza Mayor

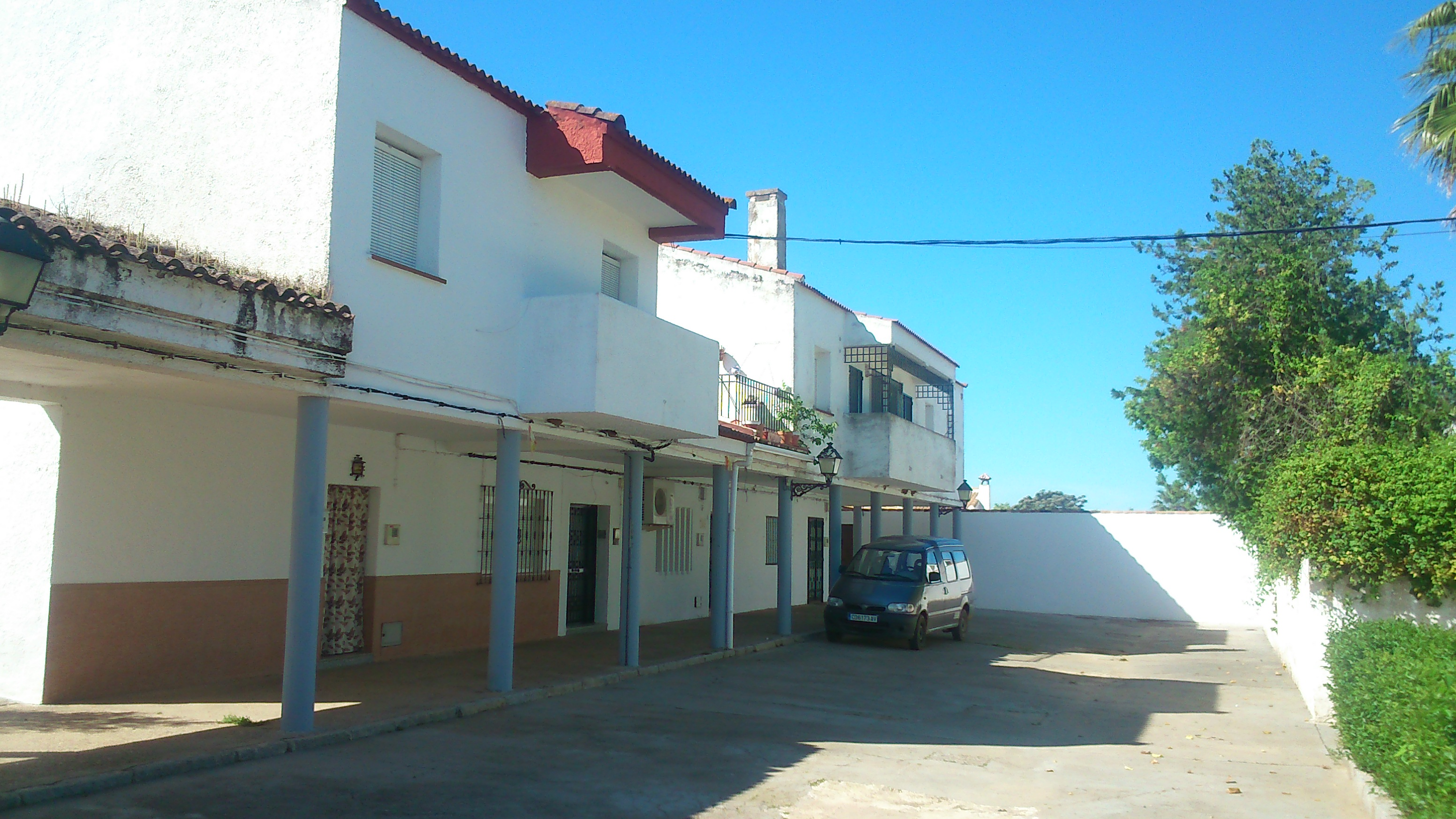

La plaza es el centro del poblado, tiene forma rectangular y alrededor de ella se hallan diferentes edificios (viviendas de los maestros, el ayuntamiento, la escuela y la iglesia). Todas estas construcciones le aportan su propio ritmo y la moldean, puesto que son edificaciones que están marcadas por límites de las calles. Se suprime la sensación de perspectiva y profundidad, por lo que la plaza solo se contempla por las esquinas o vértices de su forma rectangular.
Se puede observar el rechazo hacia las soluciones tradicionales conforme a la plaza y las calles. Cuatro calles son las que distribuyen los hogares, y luego tenemos otras cuatro por el exterior. Los callejones más ensanchados y espaciosos permitían el paso de tractores y toda clase de maquinaria e instrumentos agrícolas. No es de extrañar dicho uso, ya que se estaba industrializando los utensilios en las actividades rurales o del campo, y las bestias ya pasaban a un segundo plano. Además, a la  vez que tenían su explicación sobre su tamaño, también marcan la extensión del centro neurálgico de Puebla de la Parrilla, es decir, su plaza mayor.
Las calles peatonales son las encargadas de distribuir las viviendas, permitiendo un notable y acogedor tránsito por las mismas. Solo se pueden hallar una vez estés dentro de ellas, pues el campo visual es bastante cerrado y no permite una clara contemplación de dichas calles. 
Las parcelas de los colonos dan tanto a las calles peatonales como a las de tráfico, facilitando el trabajo agrícola y el acceso a las mismas.

### Viviendas

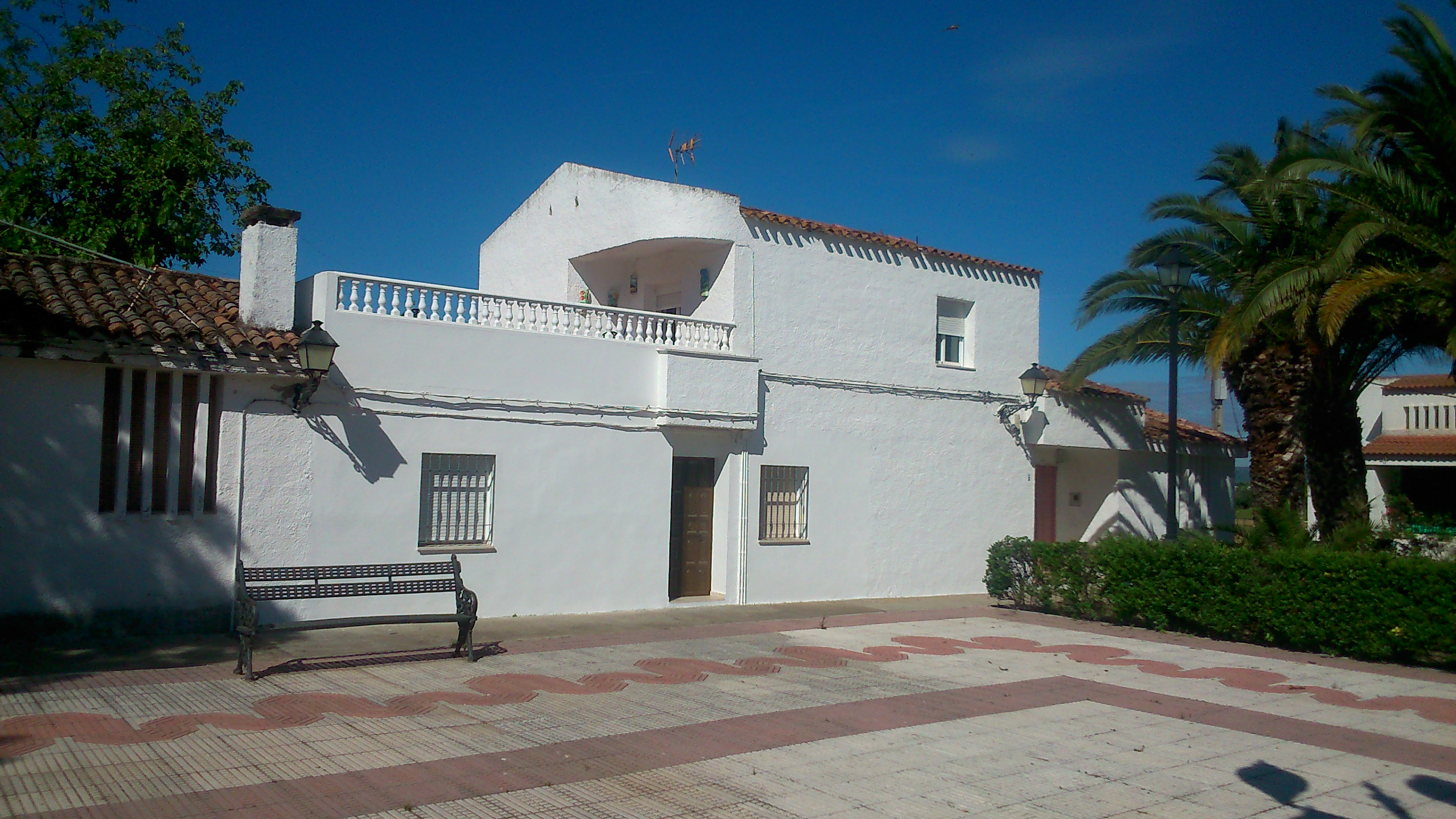

El emplazamiento cuenta con 30 viviendas para los colonos y cuatro para los obreros. Hay tres tipologías en esta construcción, dos para los colonos llamadas D3 y D4, y otra para dichos obreros. La vivienda del tipo D3 tiene 91,31 m². El interior se divide en dos grandes espacios, estando los comunes a la izquierda (cocina, sala de estar, baño) y los más privados a la derecha (tres dormitorios). La planta se adecua a la longitud de la calle, mostrándonos una vivienda más rectangular y una fachada más alargada. Los materiales empleados en la construcción son ya puro símbolo del emplazamiento de Puebla de la Parrilla. Son elementos prefabricados de hormigón, y mediante los mismos se consigue un espacio liviano con una buena iluminación y una conseguida intimidad.
Los hogares de tipo D4 tienen 102,32 m². Su adaptación a la longitud de las calles es igual que las del tipo D3, pero el interior y su relación con el exterior es distinta. Estas son algo más grandes y se separan por tres bloques. 
Las dependencias agrícolas contenían cuadras, cochiqueras, gallineras y demás en la vivienda, pero con el paso del tiempo se reconvirtieron en viviendas. Esto fue una de las modificaciones que sufrió la población por los mismos inquilinos.

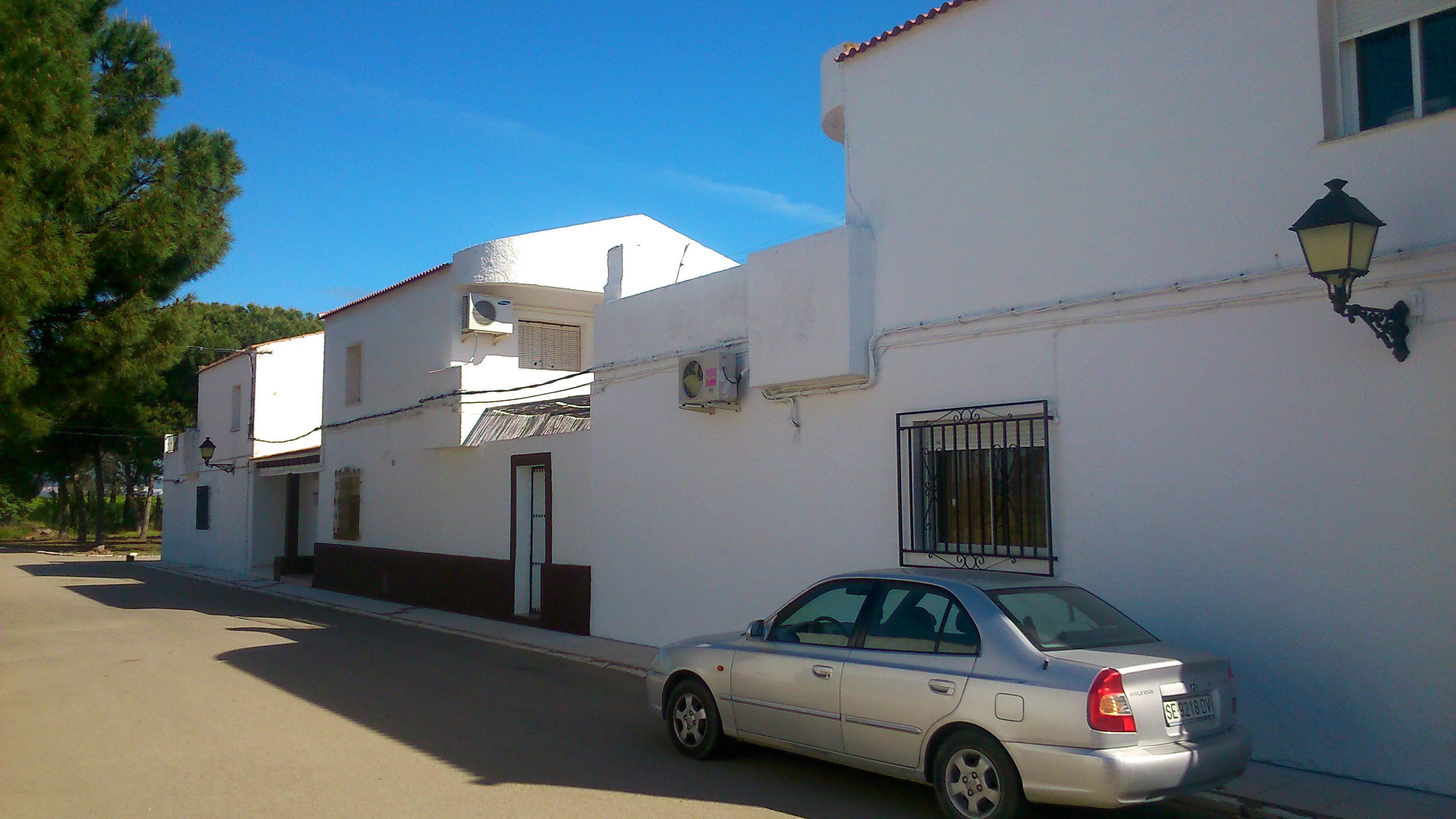

Las dependencias de los obreros o funcionarios se dividen en dos tipos que muestran unas claras diferencias con las demás casas del emplazamiento. En la parte baja de estas viviendas encontramos la sala de estar o comedor, la cocina y una especie de patio que se dobla en dirección a la propia casa. Anteriormente, se podía comprobar que este espacio dentro de la vivienda contaba con una gran losa de hormigón, elemento que actualmente no se conserva en ninguno de los hogares de estos funcionarios. Los dormitorios se distribuyen en la planta superior, y la fachada se diferencia de las de las viviendas de los colonos, aportando José Antonio Gómez-Luengo una alternancia de movimientos volumétricos. 
El alojamiento a los maestros de escuela se distribuye mediante dos conjuntos de casas, que son similares a las de los funcionarios u obreros agrícolas, pero con ciertas diferenciaciones con respecto a la fachada. Por facilidad a la hora de acudir a sus trabajos, se sitúan en torno a la plaza mayor, es decir, cerca de la iglesia y las escuelas.

### Edificios singulares
La iglesia es uno de los edificios más representativos de Puebla de la Parrilla, y consta de tres partes: el templo, el salón de acción católica y la residencia parroquial. El acceso a la misma lo encontramos en un lateral del edificio sacro, compuesto por unos muros que muestran al creyente la dirección de la entrada. Presenta una planta única, y en ella José Antonio Gómez-Luengo juega con los volúmenes de forma notable, a la vez que el altar mayor se distingue perfectamente del resto como punto de mira una vez dentro del recinto. 

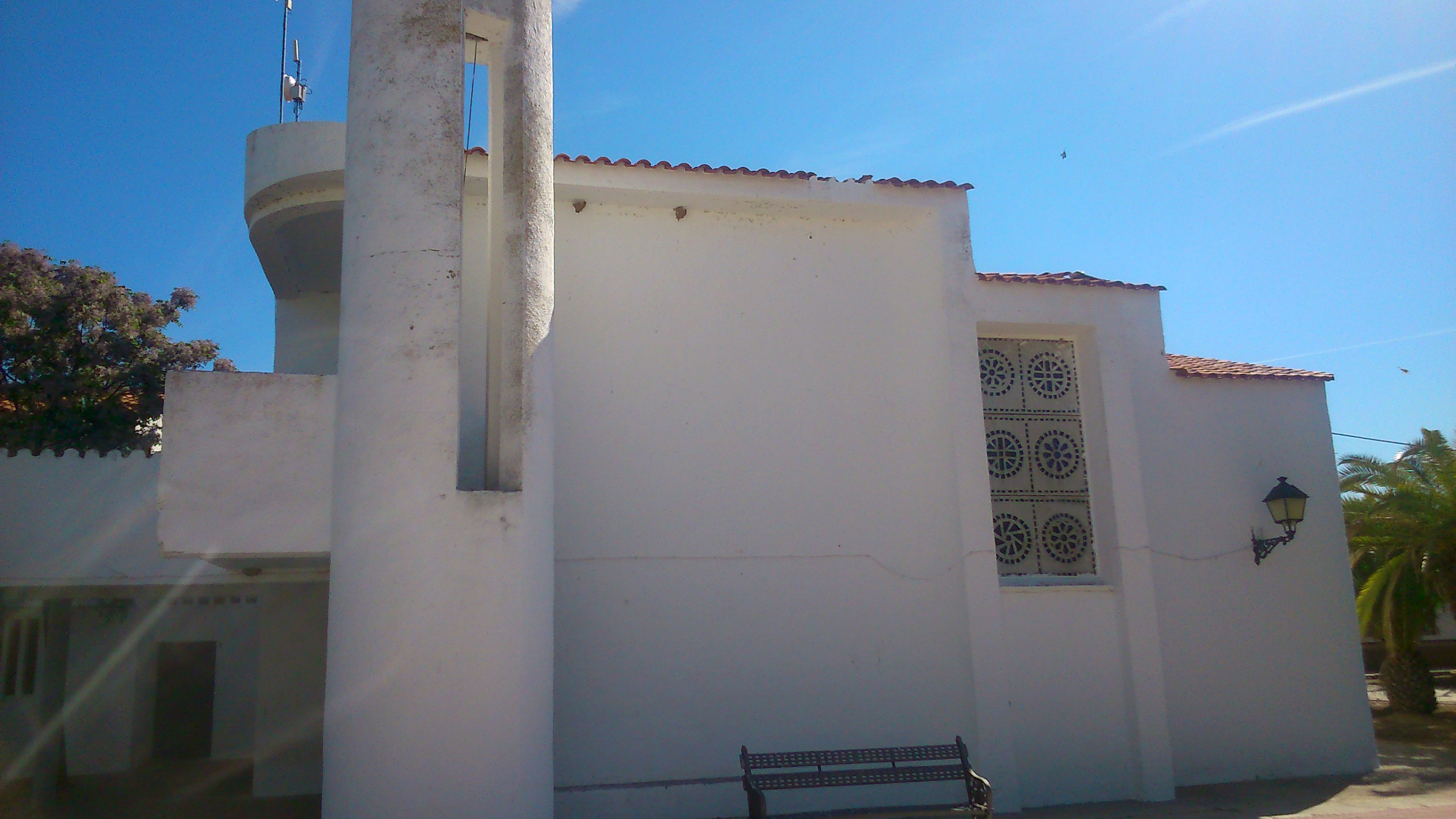

La cabeza del edificio sacro se encuentra orientada hacia el Noreste, pero se levantó como si estuviera hacia el Sureste. La torre, que en un principio parece estar exenta o separada del templo, se comunica con la construcción mediante un balcón que se abre en el lugar en el que tendría que situarse un coro. Esto hace que la iglesia se convierta en un novedoso símbolo de la población. Destacan también los balcones voladizos y las celosías.
Junto con la iglesia, encontramos el Salón de Acción Católica y la residencia del párroco. En estos espacios vemos rastros e influencias de El Priorato, como se puede observar en el patio que se crea por los “pilotis” que rodean estos dos espacios. Están unidos por la sacristía, y aparte también encontramos una biblioteca en la planta baja, y en la superior, tenemos la propia vivienda parroquial que se compone de baño, dormitorio, despacho y recibidor.

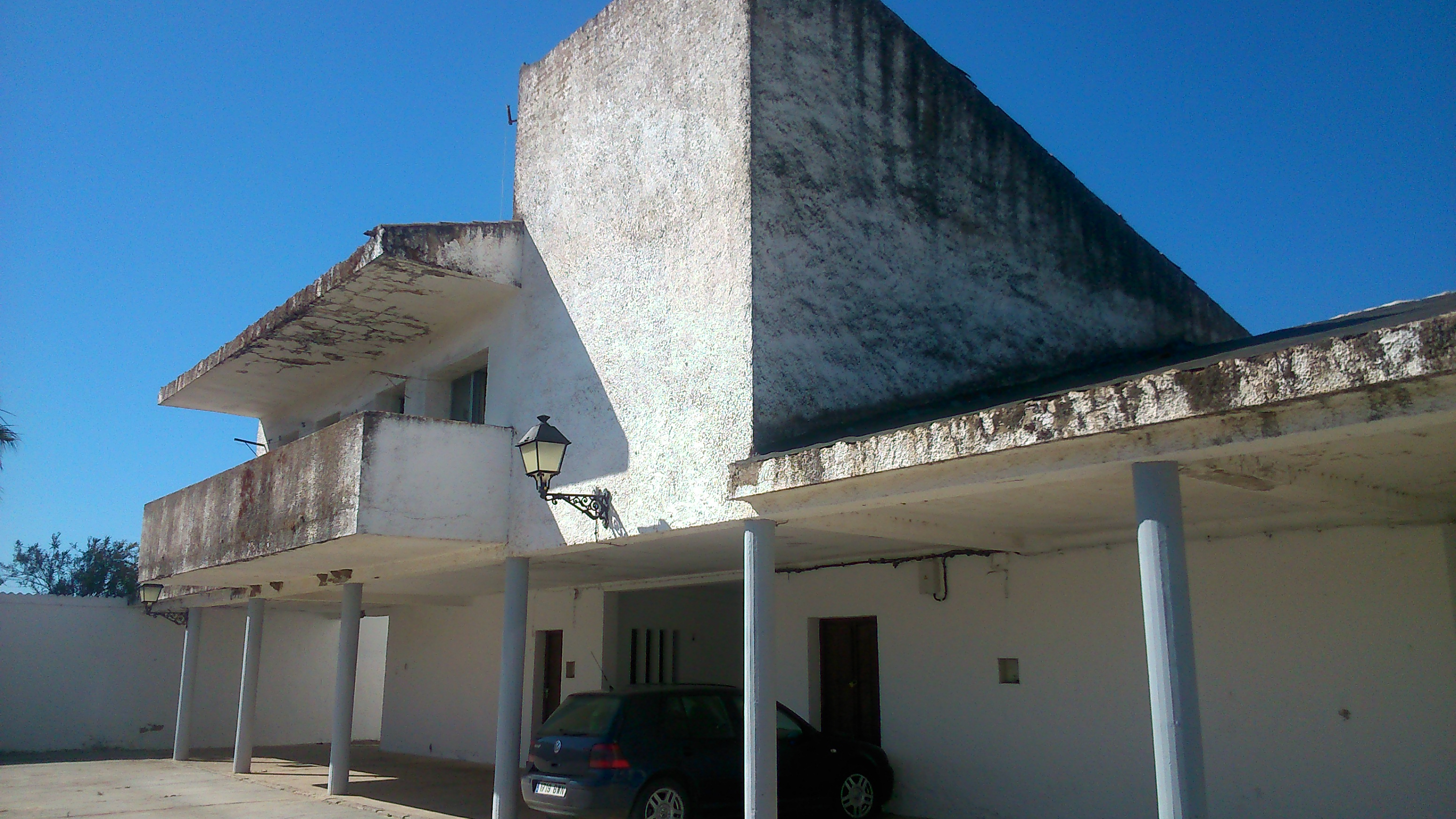

Por otra parte tenemos el centro administrativo, que se encuentra en uno de los lados de la plaza mayor. José Antonio Gómez-Luengo se arriesga por mezclar una serie de volúmenes que se repelen o anulan entre sí. El emplazamiento está rodeado de “pilotis”, favoreciendo fuertemente al desarrollo de la altura. Este edificio mantiene unas claras influencias de José Antonio Fernández Del Amo, concretamente con uno de los poblados de dicho arquitecto, es decir, Miraelrío, que se encuentra en la provincia de Jaén.
Situada a otro lado de la plaza mayor encontramos la escuela, construida para albergar alrededor de 30 estudiantes. En ella se da mucha importancia a los huecos que permiten una notable e indirecta iluminación en las dos aulas, al igual que las diferentes celosías que recorren el edificio la potencian. El tejado se encuentra en voladizo debido a los ventanales retranqueados. La estructura no es compleja, con una cubierta a dos aguas.

## Otras obras del arquitecto
- Gran teatro de Córdoba. Encargado de la última reforma (acontecida en 1986).
- Reforma del teatro Axerquía (intervino).
- Restauración de la Posada del Potro. Adaptada a la casa del flamenco.
- Restauración de Santa Marina de Baena. Debido a la ley de compatibilidad no continuó con la labor.
- Casa Árabe. Empezó la restauración de cara a un museo de artes populares. Más tarde la Gerencia de Urbanismo la instauró como Casa Árabe.

## Galería de imágenes

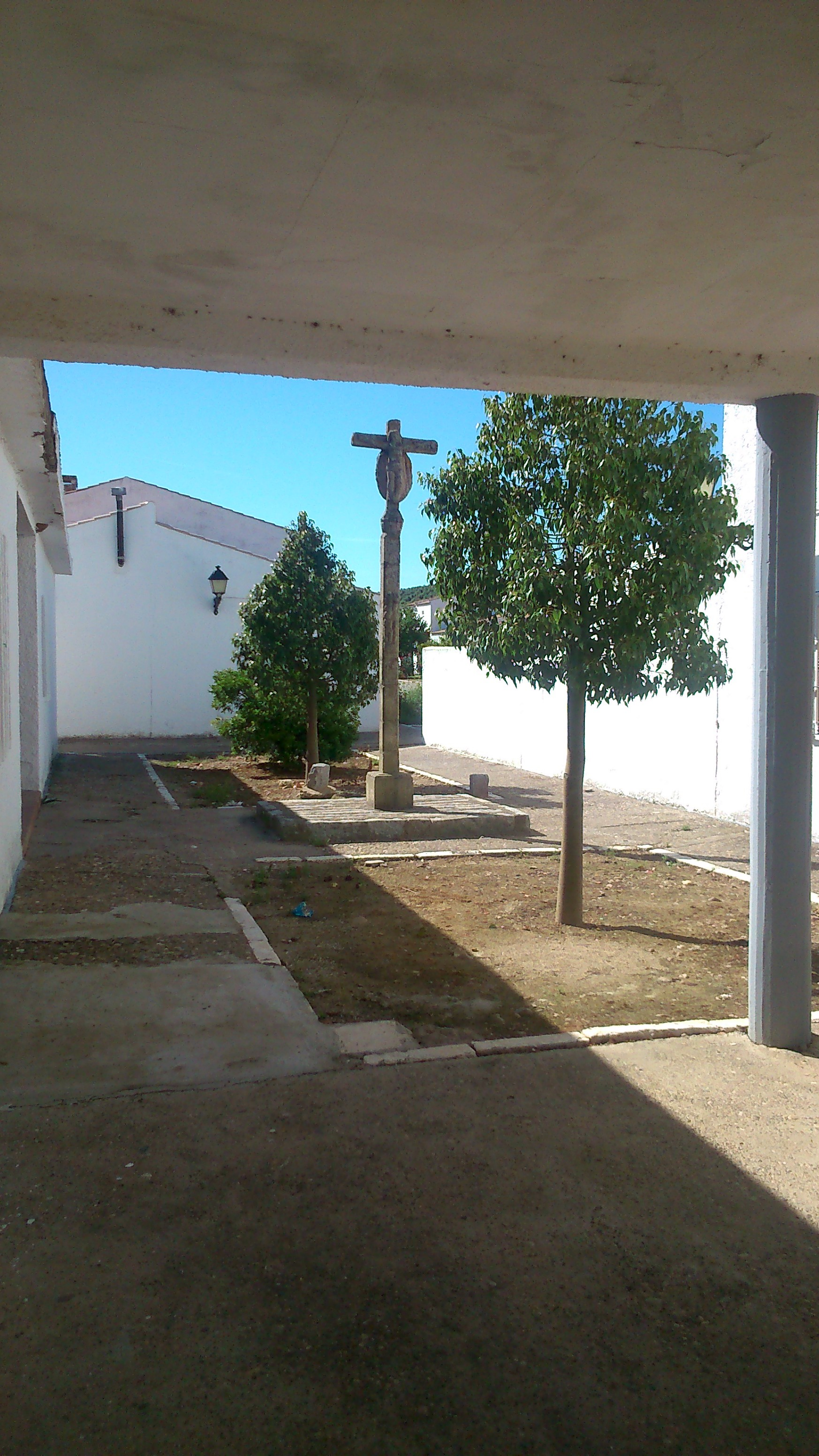
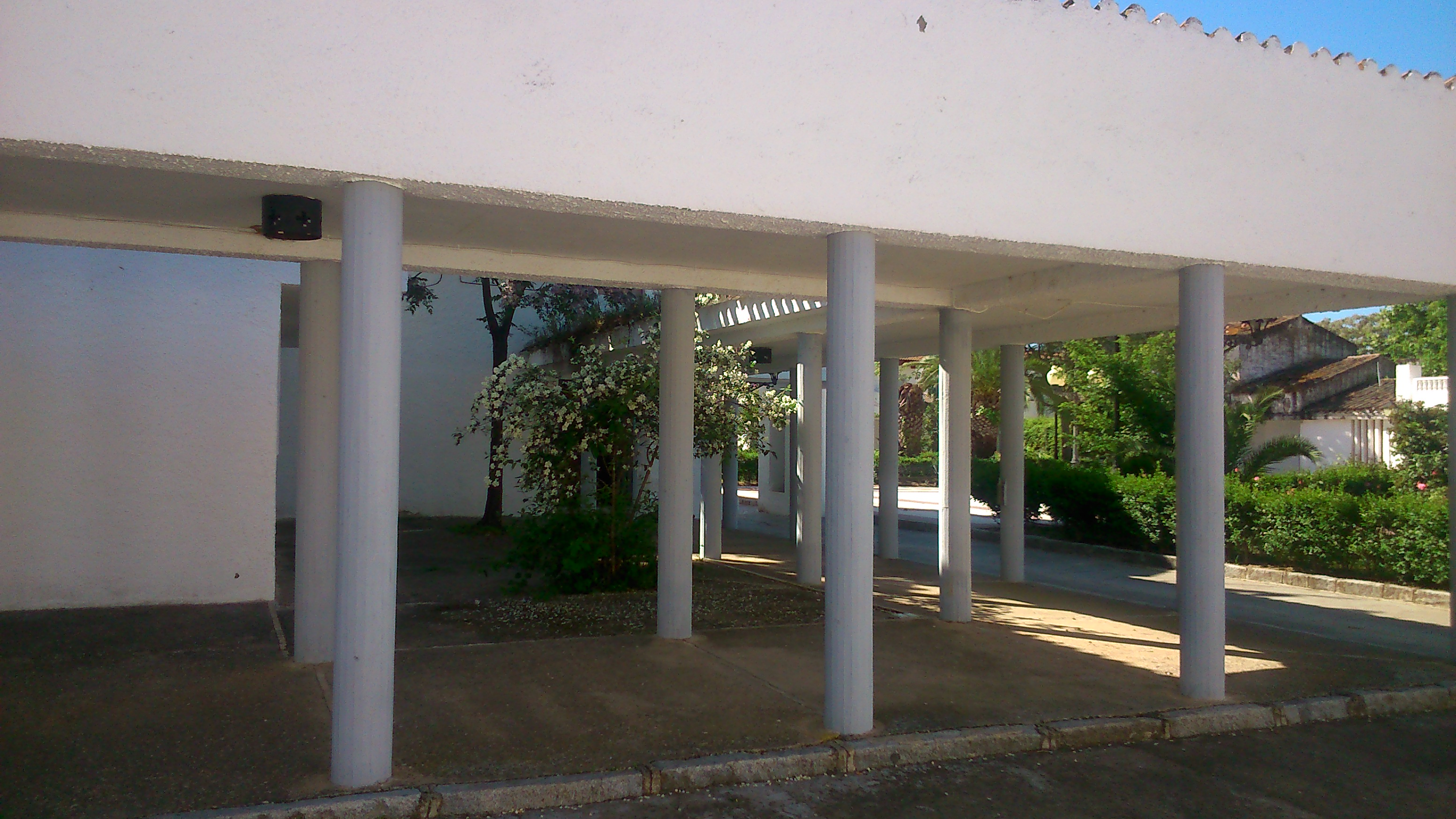
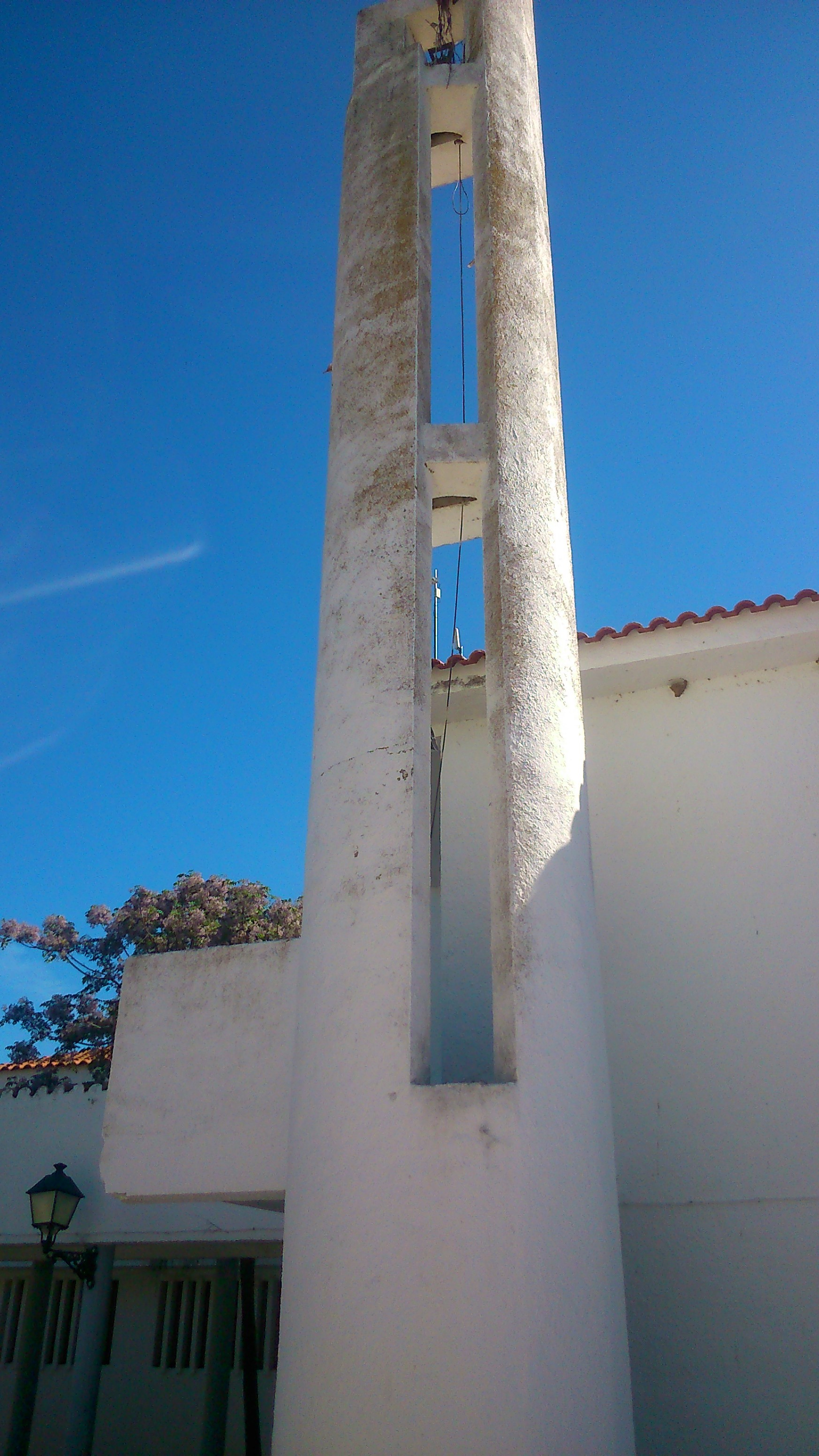
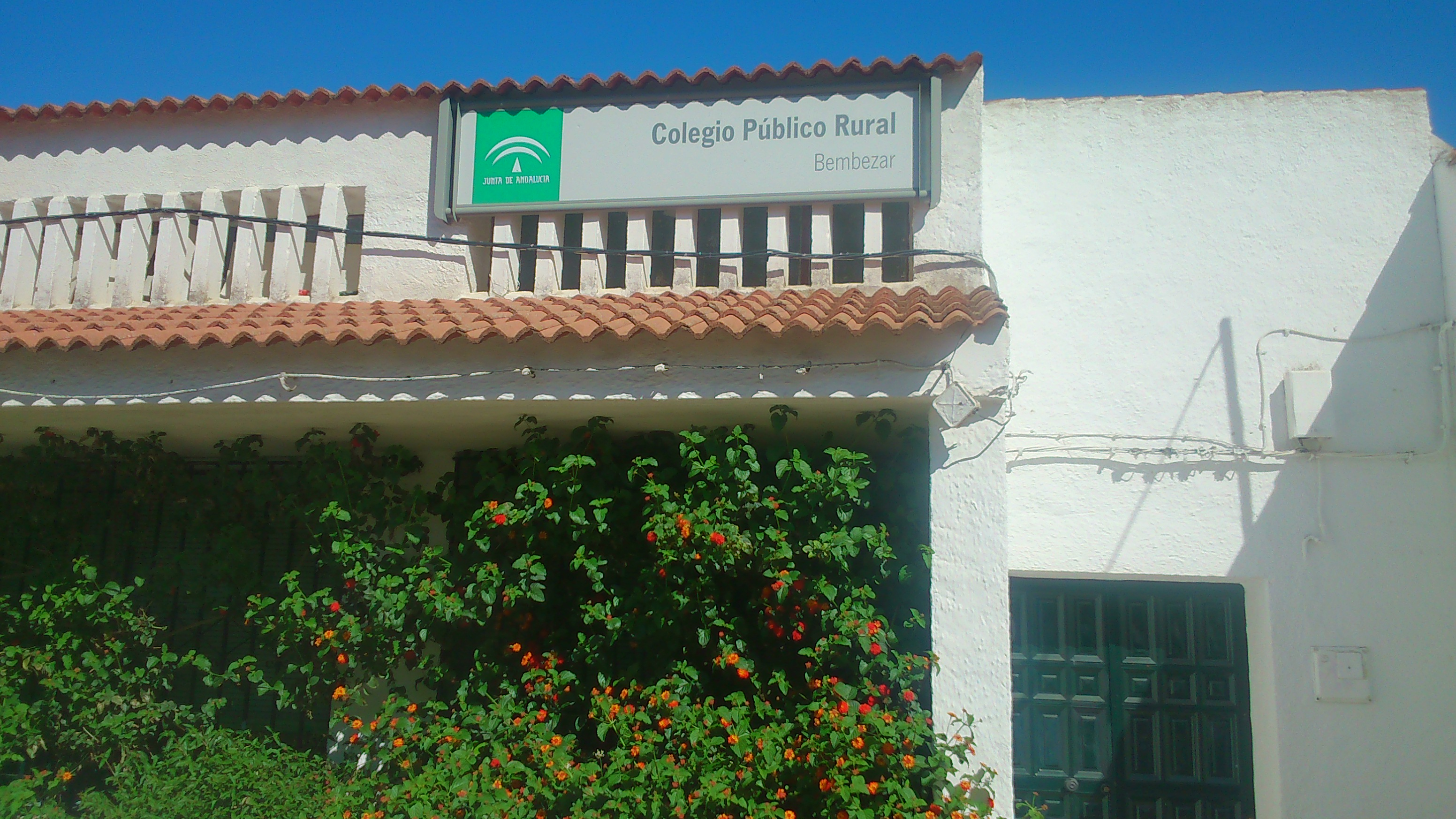
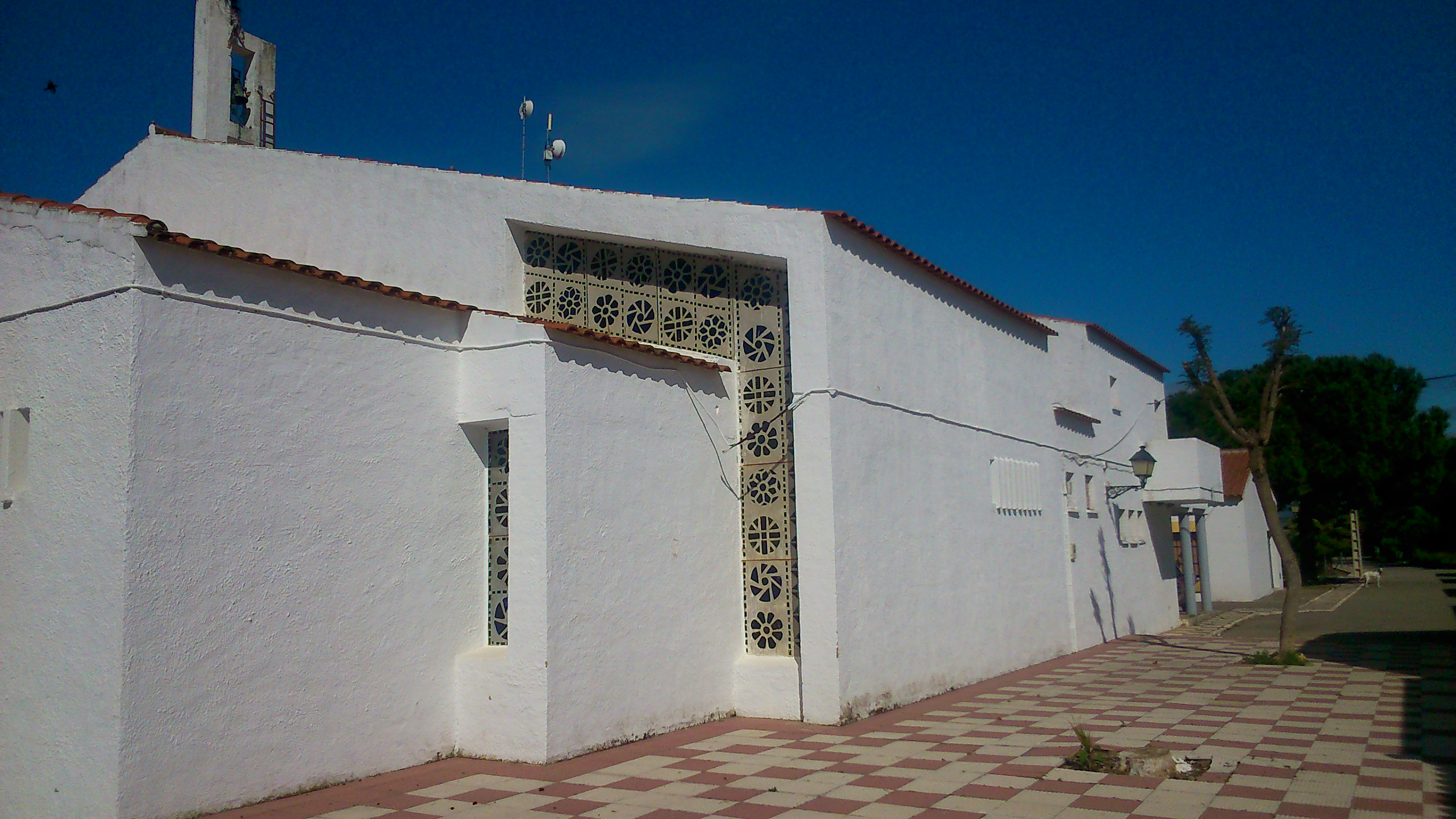
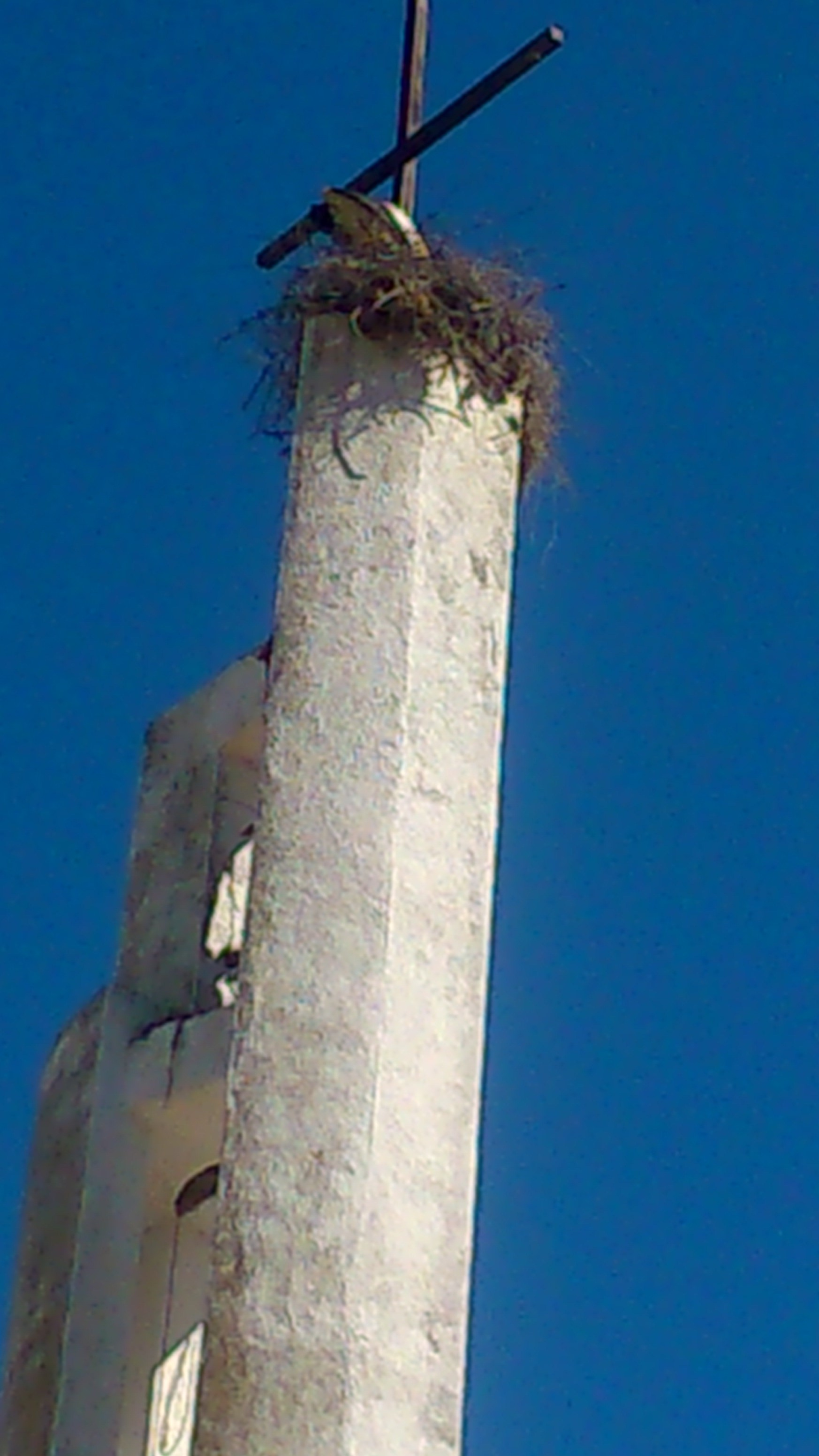
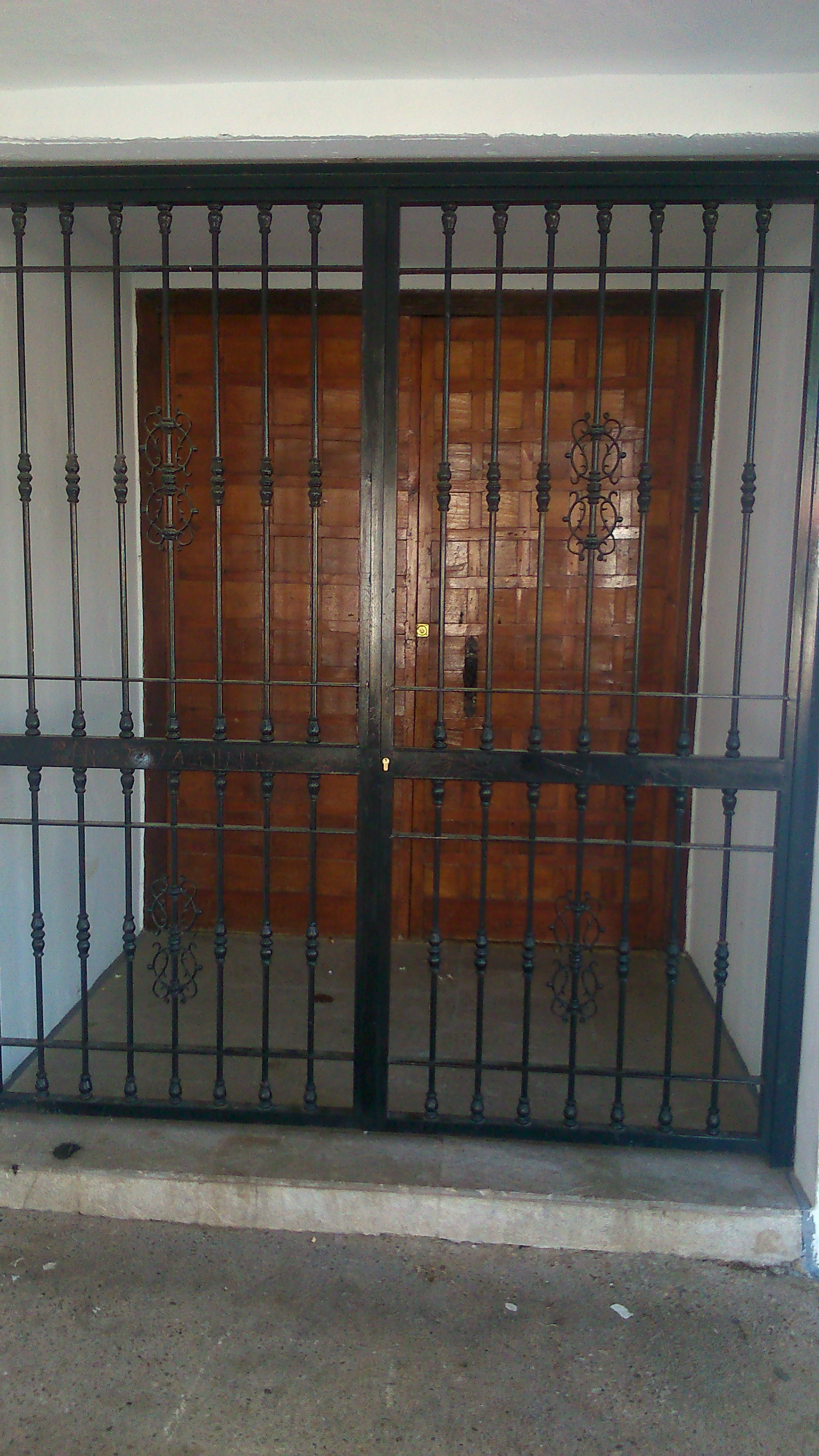